# 칼리굴라 (영화)
《칼리굴라》(Caligula)는 미국에서 제작된 지안카를로 루이 감독의 1979년 드라마 영화이다. 말콤 맥도웰 등이 주연으로 출연하였고 프랑코 로셀리니 등이 제작에 참여하였다.

## 출연

### 주연
- 맬컴 맥다월 - 칼리굴라
- 테레사 앤 사보이

### 조연
- 헬렌 미렌
- 피터 오툴 - 티베리우스
- 존 스타이너 - 롱기누스
- 귀도 마나리
- 지안카를로 바데시 - 클라우디우스